# Ella Molnár
Dans le nom hongrois Molnár Ella, le nom de famille précède le prénom, mais cet article utilise l’ordre habituel en français Ella Molnár, où le prénom précède le nom.
Ella Molnár, née le 4 mars 1906 à Baja et morte le 9 décembre 1990 à New York est une nageuse hongroise ayant participé aux Jeux olympiques d'été de 1924 à Paris.

## Biographie
Ella Molnár est une nageuse de brasse qui a remporté de nombreux titres nationaux hongrois dans les années 1920, sur 100, 200 et 400 mètres brasse. En 1926, elle est championne du 100 mètres brasse en 1 min 35 s 6 ; l'année suivante, elle est deuxième en 1 min 38 s 2.
Elle est la première nageuse hongrois à participer à des Jeux olympiques lors des Jeux olympiques d'été de 1924. Elle est engagée sur le 200 mètres brasse. Elle nage 3 min 39 s 8 lors des séries. Quatrième de sa série, elle n'est pas qualifiée pour les demi-finales.
En 1928, elle émigre aux États-Unis où elle devient entraîneuse de natation tout en continuant à nager.